# Mauvières
 Mauvières  es una comuna y población de Francia, en la región de Centro, departamento de Indre, en el distrito de Le Blanc y cantón de Bélâbre.
Su población en el censo de 1999 era de 310 habitantes.
Está integrada en la Communauté de communes du Val d'Anglin.

## Demografía
| 332 | 351 | 270 | 243 | 305 | 310 |
| Para los censos de 1962 a 1999 la población legal corresponde a la población sin duplicidades (Fuente: INSEE [Consultar]) |     |     |     |     |     |